# Бець Володимир Андрійович
Володимир Андрійович Бець (16 грудня 1925, село Лисичинці,  нині Тернопільського району Тернопільської області) — 4 березня 2017) — український скульптор. Член НСХУ (1974).

## Життєпис
Навчався в художньому училищі (відділення живопису) та інституті прикладного та декоративного мистецтва у Львові.
У 1956—1963 роках працював у Тернополі. Згодом — у Львові: викладав в державному училищі прикладного мистецтва імені Івана Труша, політехнічному інституті.
Від 1956 року бере участь у виставках: Тернопіль, Львів, Київ, Москва.

## Творчість
Серед творів:
- Станкові

Пам'ятник Тарасові Шевченку в Синяві

  - Портрет Степана Руданського (1967).
  - Портрет Олександра Гаврилюка (1972, кована мідь, 95×74×38)[2].
  - Рельєф «Верховино, світку ти наш» (1974; обидва — дерево).
  - Портрет Степана Руданського (1977, тонований гіпс, 46×35×30)[2].
- Монументальні роботи
  - Надгробок поету Степану Будному в с. Струсові на Теребовлянщині (1959).
  - Пам'ятник Тарасу Шевченку в селі Синяві Збаразького району (1961).
  - Пам'ятник Перемозі у Стрию (1968). Співавтори скульптори Дмитро Крвавич, Іван Самотос, архітектор П. Мельник[2].
  - Монумент Перемоги в місті Підгайці (1974, камінь).
  - Пам'ятник загиблим землякам у селі Кутах Золочівського району (1977, архітектор Василь Каменщик)[3].
  - Пам'ятник на братській могилі радянських воїнів (1975, архітектор Ігор Наконечний), встановлений біля сільської ради в с. Куровичі Золочівського району. Належить до пам'яток історії Золочівського району під охоронним № 459[4].
  - Пам'ятник Т. Шевченкові в Підволочиську (1992).